# Knasen
Knasen, i engelskt original Beetle Bailey (tidigare även publicerad under namnet Nr 13 Wilmer i flera publikationer), är en tecknad serie samt även namnet på dess huvudfigur. Serien är skapad av Mort Walker och hade premiär 4 september 1950.

## Beskrivning
Knasen är en lat och ganska oduglig menig i den amerikanska armén. Han är oslagbar i sin förmåga att kunna somna överallt och i att kunna hitta på ursäkter för att komma undan arbete. Serien utspelar sig i det nergångna armélägret Träsklägret (engelska Camp Swampy), där Schassen titt som tätt ger/vill ge odågan Knasen på nöten. Man ser aldrig ögonen på Knasen då han alltid bär en mössa neddragen.

## Historik
Serien Knasen utspelade sig först i amerikansk college-miljö, men redan 1951 lät Mort Walker seriens huvudperson ta värvning i armén och det var som militärparodi serien fick sin popularitet. Från 1954 till 1968 ökade serien från 200 till 1 100 dagstidningar, och som mest har serien publicerats dagligen i 1 800 dagstidningar i över femtio länder och är fortfarande en av världens mest populära serier. Mort Walker har fått över tjugo olika priser för sina serier, de flesta för Knasen.
Knasen har aldrig fått samma popularitet i sitt hemland USA som i Sverige, där serietidningen Knasen (startad 1970) är en av de mer framgångsrika och långlivade humorserietidningarna. Daglig stripp i svensk översättning fanns förut att läsa på Egmonts humorsajt, garv.se. Även Expressens webbupplaga har tidigare publicerat Knasen. I dagstidningar förekom han även under namnet "Nr 13 Wilmer".

## Seriefigurer

### Huvudfigurer
- Knasen själv; se ovan. Hade i många år en flickvän som kallades Bunny.
- Schassen (engelska Orville "Sarge" Snorkel), smeknamn för sergeant Snorkel, som gör livet surt för Knasen. Han är lägrets arrogante och skräckinjagande sergeant; brutal, men kan vid sällsynta tillfällen visa en mjukare sida. Schassen är kraftig, brutalt stark, matglad och klumpig. Hans stora intressen är snabbmat och öl, samt att jaga Knasen för att ge honom stryk när denne gjort något fel eller när Schassen helt enkelt behöver få ur sig aggressioner. Schassen umgås annars mest med Kockis och sin hund, Otto.
  - Otto är Schassens hund, numera gående på två ben och klädd i likadan uniform som Schassen har, och liknar sin husse inte bara i utseendet utan även i humöret. Både husse och hund "jagar" den stackars Knasen.[4]
- General Amos Svammelman, i början kallad general Spårlös, (engelska Amos Halftrack) är general och högsta chef för Träsklägret där Knasen gör sin militärtjänstgöring. Svammelman verkar lida av gubbsjuka och är ofta upptagen med att titta på och fantisera om sin unga sekreterare, fröken Fröjd, varvat med att dricka martini i lägrets bar och smita från vardagsslitet med några rundor golf. Han håller superkorta stabsmöten för att kunna komma fortare till golfbanan. Sin fru Märta vill han helst slippa se. I USA växte protesterna mot generalens gubbsjuka, fröken Fröjds korta kjolar och de förekommande sexskämten. Tecknaren Mort Walker har därför tonat ner generalens gubbsjuka och låter fröken Fröjd ha längre kjolar. Den svenska knasentidningen publicerar dock dessa gamla historier.
- Fröken Fröjd (engelska miss Sheila Buxley) är generalens blonda och välsvarvade sekreterare med kortkorta kjolar. Hennes blotta närvaro får generalen att skälva. Hon är en "killmagnet", med väldigt kvinnliga former, och bryr sig mycket om sitt utseende. Trots att hon är sekreterare kan hon inte skriva maskin[4].
- Fröken Nöjd (engelska miss Blips) - Generalens andra sekreterare, den som med sin effektivitet håller kontoret gående. Nöjd är den som söker fel på generalen och genomskådar honom. Hon arbetar hårdast av sekreterarna, men bara fröken Fröjd, som annars gör en ganska dålig arbetsinsats, uppskattas på grund av sitt utseende.
- Fänrik Fjun (engelska Lt. (Sonny) Fuzz) är en barnslig fänrik som gärna vill bli respekterad, men som inte ens blir åtlydd av läskautomaten. Fjun är löst baserad på Mort Walkers egna erfarenheter som nybakad armélöjtnant. Han är naiv, barnslig, och oerfaren vill han göra allt efter handboken samtidigt som han försöker smöra in sig hos de högre befälen med generalen i spetsen, dock utan framgång. Han sover fortfarande med nalle och visade gärna upp sitt hår på bröstet när han väl fick det. Han rakade sig för att tro att han skulle se tuff ut men de flesta tog honom då som en baby. Kom in i serien 1956.
- Kockis (engelska Cookie) är kocken i Träsklägret i Knasen. Kockis är liksom sitt kök och sin mat inte särskilt hygienisk. Han är känd för att laga köttbullar som studsar och hans mat uppskattas sällan av de värnpliktiga, vilket däremot Schassen gör, men han äter också lite vad som helst. Kockis har alltid en cigarett i munnen. Vid ett tillfälle när han tappade cigaretten i soppan han lagade, valde han att kalla soppan för cigarettsoppa istället för att göra ny.
- Jägarn (engelska Killer) - Lägrets tjejtjusare. Tar till alla medel för att få en flicka på gaffeln. Hans vickande mössa är alltid med på noterna.
- Nollan (engelska Zero) är lumparkompis med Knasen. Han är en mycket godhjärtad och välmenande, men ofantligt enfaldig figur. Eftersom han åtlyder alla order strikt bokstavligt visar han på absurditeten i militärlivet.

### Mindre rollfigurer
- Fänrik Flip (engelska Jackson Flap) - Seriens mörkhyade fänrik. Gjorde entré 1970 med stor afrofrisyr och fantasifulla fritidskläder.
- Plato (döpt efter Platon) – Filosofen[5] som mer än gärna skriver sina tankar på barackens väggar.
- Rocky - Den rebelliske, som av och till redigerar lägrets tidning. Retar sig på allt och alla. Debuterade 1958.
- Kaptenen - Schassens överordnade.
- Sajber (engelska Chip Gizmo) - Generalens teknikspecialist. Lever huvudsakligen i cyberrymden. Har i stort sett alla apparater som finns.
- Klirr (engelska Cosmo) - Den smarte som lyckas göra pengar på allting. Numera en relativt sällsynt person.
- Märta (engelska Martha) - Generalens fru. Håller sin make i hårda tyglar.
- Lisa Lugg (engelska Louise Lugg) - Den kvinnliga sergeanten som gjorde entré 1986, vilket höll på att ge Schassen hjärtsnörp. Hon vill bli hans fästmö, men han värjer sig på alla sätt.
- Pastorn (engelska Chaplain Staneglass) - En man som (eftersom han är pastor) inte gör en fluga förnär och kommer med både kloka råd och stödjer soldaterna så gott han kan.
- Dr. Bonkus - En doktor som talar med soldaterna om deras problem. Han tycks ibland själv vara smått sinnessjuk, vilket passar utmärkt in i hans jobb.
- Ozone - En av Nollans kompisar

## Animerad TV-serie
Knasen blev 1963 en amerikansk tecknad TV-serie. En tecknad film gjordes 1989. Varianten från 1963 finns i Sverige sedan 1990. Filmen från 1989 finns utgiven på vhs, men det är oklart om den dubbades där.

### Originalröster
- Knasen, Fänrik Fjun, General Svammelman – Howard Morris
- Schassen och Nollan – Allan Mellvin

### Svenska röster
- Knasen och Kaptenen – Staffan Hallerstam
- Schassen och Generalen – Gunnar Ernblad
- Kosmo, Jägaren, Rocky och Plato – Fredrik Dolk
- Nollan, Fänrik Fjun, Pastorn och Kockis – Olav F. Andersen
- Bunny – Louise Raeder